# Colostygia grataria
Colostygia grataria är en fjärilsart som beskrevs av John Henry Leech 1891. Colostygia grataria ingår i släktet Colostygia och familjen mätare. Inga underarter finns listade i Catalogue of Life.